# Домгер, Людвиг Леопольдович
Людвиг Леопольдович Домгер (нем. Domherr; 25 декабря 1894 или 1894, Керчь, Таврическая губерния — 3 января 1984 или 1984, Нью-Йорк, Нью-Йорк) — переводчик, литературовед, пушкинист, сотрудник Пушкинского дома. Пережил первую зиму блокады Ленинграда, в 1942 году был эвакуирован в Пятигорск. Оказавшись на оккупированной немцами территории, переехал в Германию, работал в Славянском институте Берлинского университета. После окончания войны в статусе перемещённого лица оказался во Франции. С 1950 года жил и работал в США. Работал в различных научных центрах, в том числе в Колумбийском университете. Один из редакторов русскоязычного журнала «Америка».

## Биография

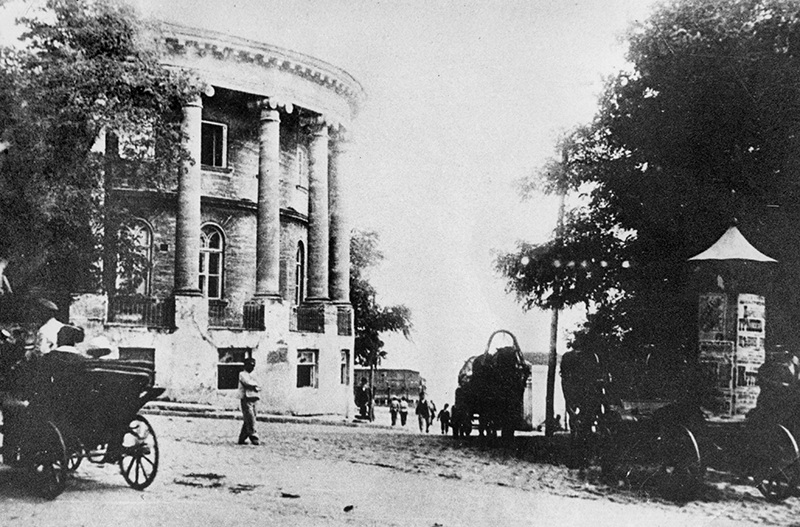
Дом Домгера на набережной Керчи

Людвиг Домгер родился в Керчи, в семье известного коммерсанта немецкого происхождения, евангелически-лютеранского вероисповедания. Дом Домгера на набережной, построенный в стиле классицизма, до его сноса в 1980-х годах был одной из главных достопримечательностей Керчи. Немецкая фамилия Domherr в различных источниках упоминается, как Домгер, Домгерр, Домхер. Сам учёный на русском языке всегда подписывался как Домгер. Начальное и среднее образование Людвиг Домгер получил дома, экзамены сдавал в Александровской керченской гимназии.
В 1912 году поступил в Московский университет, но после первого семестра перевёлся на историко-филологический факультет Санкт-Петербургского университета. При выпуске из университета в 1916 году прошёл дополнительную военную подготовку в артиллерийском училище и был зачислен в гвардейский артиллерийский полк в Петрограде. В начале 1918 года вернулся в Керчь, где поступил на работу в Керченский археологический музей. Женился на Вере Евгеньевне Петровской, бежавшей в Керчь из Петрограда, в 1921 году поступил на юридический факультет Одесского университета. Спустя некоторое время вернулся с супругой в Петроград, где работал в Управлении по делам научных и художественных учреждений, с 1925 года — в Государственном исследовательском керамическом институте. В 1933 году Домгер был принят на работу в Институт истории науки и техники в качестве литературного секретаря и редактора издания «Труды Института…» В 1931 году Домгера привлекли в состав исследовательской группы под руководством академика Ольденбурга и архивиста Князева, куда входили также историки Шебунин, Чернов, Любименко, задачей которой была подготовка к печати «Очерков по истории Академии наук XVIII века».
Одновременно, в 1920-х годах, Людвиг Домгер начал заниматься литературными переводами с французского и английского для издательства «Academia». В частности он стал автором перевода книги маркиза Астольфа де Кюстина «Россия в 1839 году», романов Синклера Льюиса, Теодора Драйзера. Он также переводил на английский язык русские произведения, в том числе — роман Льва Толстого «Анна Каренина» для издательства «Галлимар». В 1935 году Домгер перевёлся на работу в Институт русской литературы Академии наук СССР (Пушкинский Дом), где принял участие в подготовке академического Полного собрания сочинений Пушкина. Он сдружился с заместителем директора Пушкинского Дома Юлианом Оксманом, который был одним из руководителей подготовки собрания. В рамках подготовки Собрания Домгер участвовал в работе над томами переписки Пушкина — составлением примечаний, датировкой писем, их текстологической базой.
Вспоминая события тех лет в письме сестре, Людвиг Домгер рассказывал, что несколько раз ожидал ареста — в ходе кампании репрессий после убийства Кирова, после разгрома Института истории науки и техники в 1936 году (директором института был Николай Бухарин), после ареста его друга Оксмана и лавины критики, обрушившейся на пушкиноведов, готовивших Собрание сочинений Пушкина:

Сколько вечеров я не засыпал до 2-3 ч<асов> ночи, поджидая звонок на парадной… (сколько таких ночей вообще было в течение нашей жизни в Ленинграде — не сосчитать!)— 
С началом войны семья Домгеров находилась в блокадном Ленинграде, откуда были эвакуированы в марте 1942 года через Новую Ладогу в Пятигорск. Там Людвиг Леопольдович был принят на работу в Дом-музей Лермонтова. Пятигорск вскоре оказался в зоне немецкой оккупации, но музей продолжал работу и при немцах. Домгер смог связаться со своим университетским преподавателем Максом Фасмером, пригласившем его на работу в Славянский институт Берлинского университета. В 1943—1944 годах Домгер работал в Берлине, затем — в городе Мельник, на территории оккупированной Чехословакии, куда был эвакуирован Славянский институт.
Понимая, что с приходом советских войск подвергнутся репрессиям за сотрудничество с немецкими оккупационными властями, семья Домгеров перебралась во французскую зону оккупации Австрии. Домгер получил работу переводчика в лагере перемещённых лиц. Он восстановил связи со своими дореволюционными знакомыми — русскими эмигрантами первой волны хореографом Леонидом Мясиным и литератором Юрием Терапиано, которые помогли им в 1948 году перебраться в Париж. Людвиг Домгер получил работу управляющего делами Мясина, а его супруга работала аккомпаниатором в его спектаклях. В 1950 году сестра Домгера Лидия, эмигрировавшая в Америку в 1920 году, прислала им приглашение и Домгеры выехали в США. Здесь Людвиг Домгер был принят на работу в библиотеку Колумбийского университета, а также стал сотрудником Издательства имени Чехова в Нью-Йорке. В 1956 году его пригласили в Вашингтон на пост выпускающего редактора русскоязычного журнала «Америка». На этом посту он проработал до 1969 года при трёх главных редакторах — Гербе Макгашине (1956—1960), Рут Адамс (1961—1966) и Джоне Джейкобсе (1966—1970). Уйдя в отставку, Домгер продолжил работу в редакции в качестве консультанта.
В США Людвиг Домгер написал несколько работ, посвящённых драматической истории советского академического собрания сочинений Пушкина и его научному анализу. Его «Справочник Издательства им. Чехова: для авторов, переводчиков, корректоров и других работников печати» отразил тенденции развития и современного состояния русского языка. В 1952 году подготовил к печати эпистолярный архив А. И. Герцена, переданный в Колумбийский университет младшей дочерью писателя. Являясь членом масонских лож в Париже и Нью-Йорке, Домгер также подготовил доклад «Пушкин и масонство».
Людвиг Домгер умер 3 января 1984 года, похоронен в Вашингтоне на Rock Creek Cemetery. Супруга Вера Евгеньевна скончалась в 1987 году.

## Семья[2]
- Отец — Леопольд Александрович, коммерсант.
- Мать — Надежда (в девичестве Бродская).
- Сестра — Лидия.
- Жена: Вера Евгеньевна (Евсеевна; в девичестве Петровская).